# Вільний день Фатті
«Вільний день Фатті» (англ. Fatty's Day Off) — американська короткометражна кінокомедія Вілфреда Лукаса 1913 року з Роско Арбаклом в головній ролі.

## У ролях
- Роско «Товстун» Арбакл — Фатті
- Чарльз Ейвері — пустотливий хлопчик
- Гроувер Лігон — інвалід у кріслі
- Фред Гембл — офіціант
- Вільям Гаубер — поліцейський